# Wau (Papoea-Nieuw-Guinea)
Wau is een stad in Papoea-Nieuw-Guinea, gelegen in de provincie Morobe. Er wonen ongeveer 5000 mensen en de stad ligt op zo'n 1100 meter hoogte. In de jaren 20 en 30 van de twintigste eeuw was Wau het centrum van een goudkoorts.
Gedurende de Slag om Wau in januari 1943 wist het Australische leger de opmars van het Japans leger hier tegen te houden. Na de Tweede Wereldoorlog werd een weg aangelegd naar Wau waardoor de stad zich verder ontwikkelde. Hierbij waren landbouw en bosbouw belangrijke economische activiteiten, vooral ten dienste van de mijnbouw. Er wordt nog steeds naar goud gemijnd rondom Wau, in Edie Creek.